# Importeur
Importeur of invoerder verwijst naar een economische agent die producten of diensten uit het buitenland betrekt om deze in het binnenland te kunnen verkopen.
In de meeste landen voorzien de handelspraktijken dat de etikettering op een product het land van herkomst vermeldt. Als dit het buitenland is, moet ook de rechtspersoon die het product distribueert, vermeld worden. 
Hoewel binnen het Douanegebied van de EU tussen de landen onderling op fiscaal vlak niet meer van import of export gesproken wordt, blijft deze terminologie in voege in het dagelijkse taalgebruik en voor de nationale statistieken. 
Bijvoorbeeld: een Nederlands bedrijf dat whisky uit Schotland importeert om dit in Nederland te verkopen. Verkoopt dit bedrijf de whisky echter ook in België, dan wordt het op zijn beurt exporteur naar België, waar een andere agent als importeur optreedt.